# Pedro Ricardo Barreto Jimeno

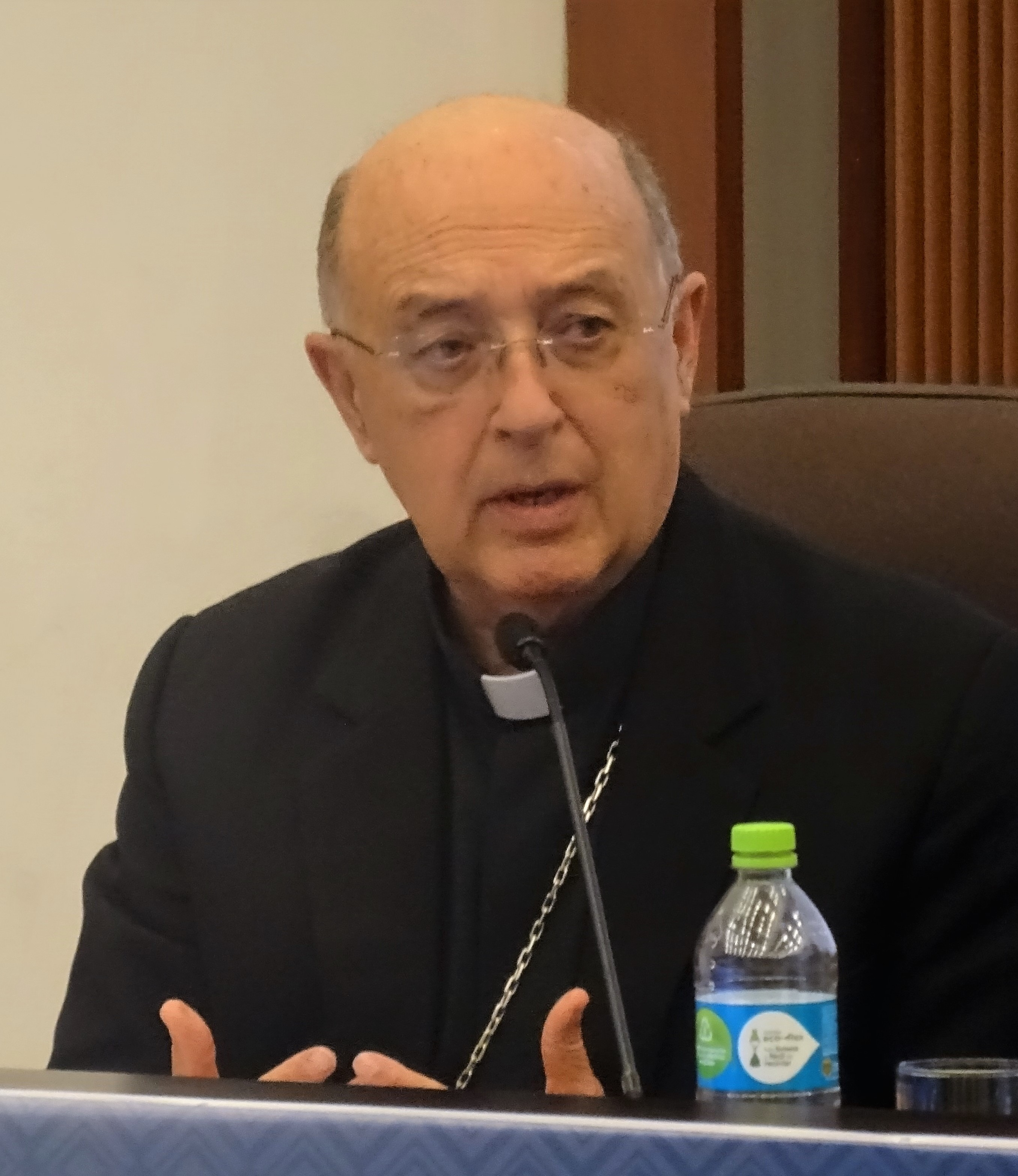
Pedro Kardinal Barreto (Mai 2018)

Kardinalswappen

Pedro Ricardo Kardinal Barreto Jimeno SJ (* 12. Februar 1944 in Lima, Peru) ist ein peruanischer Ordenspriester und emeritierter Erzbischof von Huancayo.

## Leben
Pedro Barreto Jimeno, zweites von sechs Kindern, trat 1961 der Ordensgemeinschaft der Jesuiten in Lima bei. Er studierte von 1965 bis 1967 Philosophie an der Fakultät der Gesellschaft Jesu in Alcalá de Henares (Spanien) (Colegio Compañía de Jesus) und Theologie von 1967 bis 1971 am Priesterseminar San Antonio Abad in Cusco (Peru) sowie an der Facultad de Teología Pontificia y Civil in Lima. Er graduierte als Lehrer am Pädagogischen Institut Champagnat in Lima (Instituto Superior Pedagógico Particular „Marcelino Champagnat“ und „Institut du Language Total“). Er empfing am 18. Dezember 1971 die Priesterweihe und war als Seelsorger in Peru in den Städten Tacna, Lima und Ayacucho tätig.
1972 wurde er Professor und Geistlicher Direktor des Colegio Cristo Rey in Tacna sowie Superior der dortigen Jesuitenkommunität. 1982 wurde er Superior des Colegio Francisco Javier in Lima. Zudem war er von 1982 bis 1987 zuständig für die Abteilungen Jugend und Berufung der Jesuiten-Provinz Peru und Superior der Jesuitenkommunitäten in Juniorado (1982–1985), in Nuestra Señora de los Desamparados in Breña bei Lima (1989–1991), in Ayacucho (1992–1995), in Tacna (1976–1981 und 1996–2001). Von 1996 bis 2001 war er Pfarrer und Koordinator des jesuitischen apostolischen Netzwerkes Red Apostólica Jesuita de Tacna y Moquegua.
Papst Johannes Paul II. ernannte ihn am 21. November 2001 zum Titularbischof von Acufida und zum Apostolischen Vikar von Jaén en Peru o San Francisco Javier. Die Bischofsweihe spendete ihm am 1. Januar 2002 sein Amtsvorgänger José María Izuzquiza Herranz SJ. Mitkonsekratoren waren der Bischof von Chimbote, Luis Armando Bambarén Gastelumendi SJ, und Erzbischof Rino Passigato, Apostolischer Nuntius in Peru. Seit 2003 ist Barreto Jimeno SJ Mitglied des ständigen Rates der Peruanischen Bischofskonferenz. In der Amtszeit von 2018 bis 2021 ist er deren Erster Vizepräsident (Primer Vicepresidente).
Am 17. Juli 2004 wurde er zum Erzbischof von Huancayo ernannt und am 5. September desselben Jahres in das Amt eingeführt. Er war von 2006 bis 2010 Präsident der bischöflichen Kommission für soziale Aktion (CEAS) in Peru.
Im Konsistorium vom 28. Juni 2018 nahm ihn Papst Franziskus als Kardinalpriester mit der Titelkirche Santi Pietro e Paolo a Via Ostiense in das Kardinalskollegium auf. Am 6. Oktober desselben Jahres ernannte ihn der Papst zum Mitglied des Dikasteriums für die ganzheitliche Entwicklung des Menschen. Die Besitzergreifung seiner Titelkirche fand am 10. März 2019 statt.
Papst Franziskus nahm am 12. Februar 2024 das altersbedingte Rücktrittsgesuch von Pedro Ricardo Barreto Jimeno an.

## Wirken
Erzbischof Pedro Barreto engagiert sich für die Belange der Einwohner von La Oroya, für die er mit Morddrohungen attackiert wird. Durch den Bergbau und mangelhafte Umweltauflagen sind die Bürger massiven gesundheitlichen Beeinträchtigungen ausgesetzt.

## Wahlspruch
Pedro Barretos Wahlspruch lautet: „En todo amar y servir“ (in allem lieben und dienen). Er ist den Geistlichen Übungen des hl. Ignatius von Loyola entnommen (Nr. 233: En todo amar y servir a la Divina Majestad).

## Auszeichnungen
- 2010: Premio „Ángel Escobar Jurado“ der Coordinadora Nacional de Derechos Humanos (CNDH) für seinen Einsatz zur Verteidigung der Menschenrechte[10]
- 2011: Medalla del Congreso des Kongresses der Republik Peru[11]